# Ruisseau des Rodes
Le ruisseau des Rodes est une rivière du sud de la France. C'est un affluent direct du Tarn en rive gauche, donc un sous-affluent de la Garonne.

## Géographie
De 10,3 km de longueur, le ruisseau des Rodes prend sa source commune de Peyrole sous le nom de ruisseau du Rigou puis prend le nom de ruisseau de Bugarel et Ruisseau de Brames-Aygues et se jette dans le Tarn en rive gauche commune de Montans sous le nom de ruisseau des Rodes.

### Communes et cantons traversés
- Tarn : Parisot, Peyrole, Montans.